# Lyall Cameron
Lyall Cameron (* 10. Oktober 2002 in Dundee) ist ein schottischer Fußballspieler, der bei den Glasgow Rangers in der Scottish Premiership unter Vertrag steht.

## Karriere

### Verein
Lyall Cameron wechselte als Jugendlicher von Dundee United zum Stadtrivalen FC Dundee. Im Alter von 14 Jahren spielte er bereits mehrere Male für die U20-Mannschaft des Vereins. An seinem 16. Geburtstag unterzeichnete Cameron  seinen ersten Profivertrag. Cameron gab sein Profidebüt für Dundee im Juli 2019 im Alter von 16 Jahren im schottischen Ligapokal, als er bei einem Auswärtssieg gegen die Raith Rovers eingewechselt wurde. Im Januar 2020 gab Cameron sein Ligadebüt in der zweiten schottischen Liga bei einer 0:2-Auswärtsniederlage gegen Dunfermline Athletic, bei dem er zugleich in der Startelf stand. Im Oktober 2020 unterzeichnete Cameron wenige Tage vor seinem 18. Geburtstag einen neuen Vertrag in Dundee, der ihn bis 2023 im Verein hielt. Am nächsten Tag wechselte Cameron für eine Saison auf Leihbasis zum schottischen Drittligisten FC Peterhead. Cameron gab sein Debüt für Peterhead bei einem sensationellen Auswärtssieg gegen den schottischen Erstligisten Dundee United im Ligapokal. Er gab sein Ligadebüt für den Verein eine Woche später gegen den Airdrieonians FC. Zwei Wochen später erzielte Cameron sein erstes Tor für Peterhead gegen den FC Clyde. Im Dezember 2020 gelang es ihm in zwei aufeinanderfolgenden Spielen gegen Falkirk und East Fife ein Tor zu erzielen. Im Januar 2021 wurde Cameron von seinem Leihaufenthalt in Peterhead zurückgerufen, nachdem er insgesamt 15 Mal eingesetzt wurde, davon elfmal in der Liga und drei Tore erzielte. Im Juni 2021 wechselte Cameron erneut auf Leihbasis nach Peterhead. Bis zum Januar 2022 blieb er in 13 Ligaspielen ohne eigenes Tor. Im Februar 2022 wurde der Mittelfeldspieler bis zum Ende der Saison zum Drittligisten FC Montrose verliehen.
Nach seiner Rückkehr nach Dundee erzielte Cameron am 9. Juli 2022 sein erstes Pflichtspieltor für Dundee bei einem Sieg im schottischen Ligapokal über Hamilton Academical. Gegen den gleichen Gegner gelang ihm sein erster Hattrick seiner Karriere bei einem 7:0-Ligasieg im April 2023. Im letzten Ligaspiel der Saison 2022/23 erzielte Cameron das spielentscheidende Tor gegen den FC Queen’s Park, womit Dundee den Zweitligatitel holte und aufstieg. Mit 14 Toren war er zudem bester Torschütze des Vereins. Bei den Vereinsauszeichnungen zum Saisonende in Dundee gewann Cameron die Auszeichnungen „Spieler des Jahres“, „Nachwuchsspieler des Jahres“ und „Spieler des Jahres“. Cameron unterzeichnete kurz darauf einen neuen Zweijahresvertrag in Dundee, der ihn bis 2025 im Verein halten soll. Nach einer weiteren erfolgreichen Saison in der ersten Liga wurde Cameron für den Nachwuchsspieler des Jahres in Schottland nominiert. Cameron gewann außerdem zum zweiten Mal in Folge die Auszeichnung „Nachwuchsspieler des Jahres“ in Dundee.
Am 3. Februar 2025 unterzeichnete Cameron einen Vorvertrag mit den Glasgow Rangers denen er sich nach Ablauf seines Vertrags in Dundee in der Sommerpause anschließ.

### Nationalmannschaft
Lyall Cameron debütierte am 15. Juni 2023 in der schottischen U21-Nationalmannschaft als Einwechselspieler bei einem torlosen Unentschieden gegen Norwegen. Drei Tage später stand er gegen den gleichen Gegner bei einem 1:1 zum ersten Mal in der Startelf. Sein erstes Länderspieltor erzielte Cameron im November 2023 bei einem 2:0-Auswärtssieg über Belgien in der Qualifikation für die U-21-Europameisterschaft 2025. Im März 2024 erzielte er bei einem 4:1-Sieg gegen Kasachstan erneut einen Treffer.